# Habblesthorpe
Habblesthorpe var en civil parish fram till 1884 när blev den en del av North Leverton with Habblesthorpe, i grevskapet Nottinghamshire, i England. Civil parish var belägen 28 km från Newark-on-Trent och hade 113 invånare år 1881.